# Jaleh Lackner-Gohari
Jaleh Lackner-Gohari (persisch ژاله گوهری نائینی, DMG Žāle Gohari nāʾini; * 1939 in Täbris) ist eine iranische Medizinerin und Frauenrechtlerin.

## Leben
Jaleh Gohari kam Ende 1955 als 16-jährige Abiturientin nach Wien, wo sie an der Universität Wien Medizin studierte. Nach einem kurzen Aufenthalt an der Universität Düsseldorf promovierte sie 1964 in Wien. Sie durchlief eine Ausbildung als Internistin mit Fachbereich infektiologische Immunologie an den Medizinischen Universitätskliniken in Wien und Forschungsstätten in London.
Nach ihrer Promotion arbeitete sie als Internistin an der Universitätsklinik Wien, wo sie auch bis 1979 unterrichtete, sie bekleidete den Lehrstuhl für Infektiologie und Chemotherapie an der Universität.
Ihre dortige Tätigkeit wurde durch verschiedene Auslandsaufenthalte, insbesondere im Iran und in den USA unterbrochen. Seit 1971 arbeitete sie bei unterschiedlichen medizinischen Institutionen der UNO, zunächst in New York und später in Wien (Vienna Based UN-Organizations). Sie nahm als Zivilärztin an verschiedenen Militärmissionen der UNO und der IAEO teil, nahm als Ärztin an Friedensmissionen der UNO in Ostslawonien und Bosnien-Herzegowina teil und war am Aufbau eines Krankenhauses in Vukovar beteiligt.
Nach der Iranischen Revolution von 1979 und der folgenden Flüchtlings- und Auswanderungswelle konzentrierte sie sich auf humanitäre Arbeit für den Iran, die Menschenrechte von Frauen im Iran und für interkulturelle Mediation.
Sie arbeitete für verschiedene internationale Organisationen (CTBTO, UNMIBH und andere) auf dem Gebiet der interkulturellen Kommunikation und Genderaspekte in der multikulturellen Zusammenarbeit. Sie ist Mitgründerin der GIF (Gesellschaft der Unabhängigen Iranischen Frauen in Österreich), Mitinitiatorin von „Frauen ohne Grenzen“, europäische Vizepräsidentin von InnerCHANGE WORKS & InnerCHANGE Associates International. 2006 gründete sie das interkulturelle Forums „Das Iranische Wien“.

## Preise und Auszeichnungen
- 2012 MIA-Award, Kategorie „Humanitäres & Gesellschaftliches Engagement“[1]

## Publikationen
Jaleh Lackner-Gohari veröffentlichte eine Reihe von Artikeln zur Situation der Frauen in der neuen iranischen Zivilgesellschaft.